# Curtiss F9C Sparrowhawk
Curtiss F9C „Sparrowhawk“ (Krahujec) byl jednomístný stíhací dvouplošník, operující jakožto parazitní letoun ze vzducholodí amerického námořnictva USS Akron (ZSR-4) a USS Macon (ZSR-5).

## Historie typu
Prototyp XF9C-1 (výrobní číslo 8731) vznikl na základě specifikace US Navy na malý palubní stíhací letoun z 10. května 1930. Jeho soupeři v soutěži o nový palubní stíhač byli General Aviation XFA-1 a Berliner-Joyce XFJ-1.
Jednalo se o jednomístný samonosný dvouplošník. Devítiválcový hvězdicový motor Wright R-975C Whirlwind poháněl dvoulistou vrtuli. Trup byl kovový, stejně jako kostra křídel, která byla potažena plátnem. Stavba prototypu byla objednána 30. června 1930 a první let se konal v březnu 1931. Záhy se ale ukázalo, že koncepce malého palubního stíhače je nevyhovující a námořnictvo se rozhodlo vydat jinou cestou. Proto se XF9C-1, i když ze soutěže vyšel jako nejlepší, sériové výroby nedočkal.
Shodou okolností se ale v té době hledal vhodný kandidát na parazitní stíhačku pro právě US Navy přebíranou novou vzducholoď USS Akron (ZSR-4). Hlavním požadavkem byly malé rozměry, kvůli velikosti hangáru Akronu a dobrý výhled vzhůru (kvůli přistávacímu manévru) a dolů (pro průzkumné účely). To XF9C-1 splňoval a tak byl v Naval Aircraft Factory upraven pro nasazení z mateřských vzducholodí a přesunut do Lakehurstu v New Jersey. Úprava spočívala zejména v montáži záchytného háku s vodící lištou nad horní křídlo před kabinou pilota, kterým se měl letoun zavěsit na speciální hrazdu pod vzducholodí. První zachycení pod vzducholodí USS Los Angeles (ZR-3) (ex LZ 126) proběhlo 17. října 1931.
Firma Curtiss se rozhodla v roce 1931 postavit na vlastní náklady ještě druhý prototyp XF9C-2 (v.č. 9264), který byl poháněn motorem Wright R-975E-3. Vlivem úspěchů prvního prototypu pak námořnictvo tento druhý prototyp v roce 1932 odkoupilo a zároveň objednalo dodávku šesti sériových F9C-2 (sériová čísla 9056 až 9061) založených právě na druhém prototypu. Na první pohled se od prototypu XF9C-1 lišily podvozkem s bačkorama. Později byl i XF9C-2 přeznačen na F9C-2.

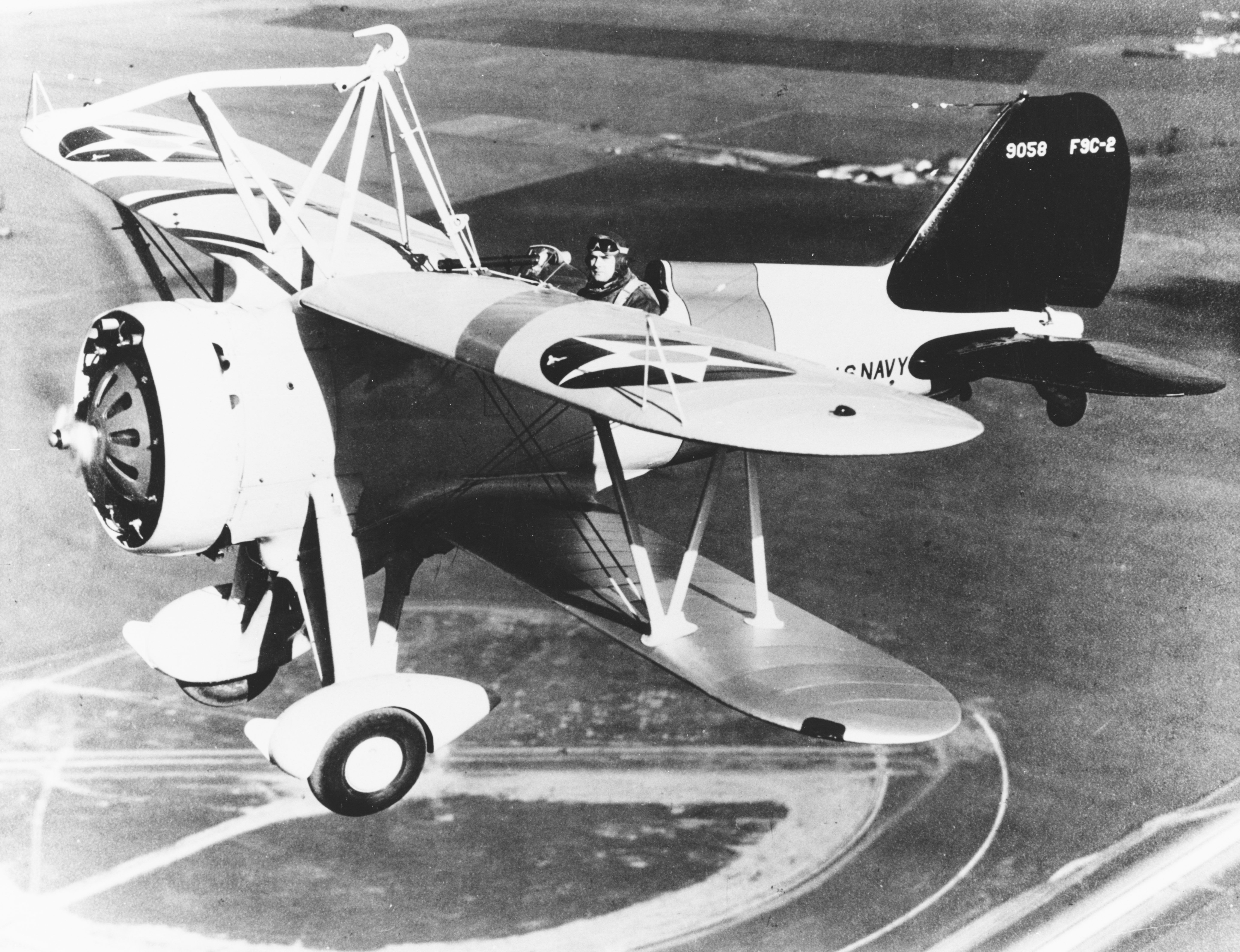
F9C-2 Sparrowhawk (9058) za letu nad letištěm Moffett Field, Kalifornie, 1934. Všimněte si záchytného zařízení nad horním křídlem.

První sériový F9C-2 vzlétl 14. dubna 1932, první přistání F9C-2 na USS Akron se uskutečnilo 29. června 1932 a všech šest stíhaček převzalo námořnictvo do září 1932. Všechny F9C-2 i prototyp XF9C-1 byly přiřazeny na USS Akron s domovskou základnou v Lakehurstu. Vzducholoď měla teoreticky (stejně jako později její sesterská vzducholoď USS Macon) nést čtyři stíhačky v hangáru, zavěšené na kolejnicích na stropě hangáru a pátou zavěšenou na výsuvné startovací/přistávací hrazdě. Hangár na USS Akron se ale ukázal být moc malý a tak vzducholoď nesla zpravidla jenom tři stíhačky zavěšené v hangáru. Na USS Macon byl hangár zvětšen, takže z Maconu operovaly většinou čtyři stíhačky. Možnost zavěsit pátou na výsuvnou hrazdu se moc nevyužívala, neboť v případě poruchy motoru by ostatní stíhačky zůstaly zablokovány v hangáru. Po katastrofě Akronu 3. dubna 1933 byly všechny stíhačky přiděleny na USS Macon. Pro operace z Maconu byly některé stíhačky zbaveny podvozku (nebyl potřeba — startovalo se i přistávalo se ve vzduchu) a pod trup byla umístěna přídavná palivová nádrž.
Vypuštění letounu probíhalo tak, že letoun byl zavěšen na výsuvnou hrazdu, hrazda byla vysunuta z hangáru pod vzducholoď a letoun se s nastartovaným motorem odpojil. Po startu následoval krátký propad, než letadlo nabralo potřebnou rychlost. Při přistávání byla opět vysunuta hrazda a pilot se snažil zaklesnout hák stíhačky do hrazdy. Kvůli proudění vzduchu kolem trupu vzducholodi a vznikajícím turbulencím se jako nejlepší metoda přistání ukázalo přiblížení zezadu zespodu, kdy ve stoupavém letu stíhačka ztratila rychlost a bylo snazší se poté zaklesnout hákem na hrazdu. Stíhačka pak byla vtažena zpátky do hangáru a umístěna na parkovací místo. Časem se povedlo celý přistávací manévr secvičit tak, že trval pouhých 15 minut — od otevření vrat hangáru po jejich opětovné zavření.
Při katastrofě USS Macon 12. února 1935 byly ztraceny všechny čtyři nesené stíhačky (sériová čísla 9058-9061). O osudu zbývajících strojů (9056, 9057 a oba prototypy) se prameny rozcházejí. Po katastrofě již pro ně nebylo využití a tak jsou postupně vyřazovány a sešrotovávány (během let 1936, 1937 a 1940). Do dnešní doby se dochoval pouze jeden exemplář v Národním muzeu námořního letectva (National Museum of Naval Aviation), NAS Pensacola na Floridě s výrobním číslem 9056. Je ale možné, že se ve skutečnosti jedná o prototyp XF9C-2 v markingu prvního sériového stroje F9C-2, a nebo o stroj, sestavený z několika strojů (tomu by nakonec i odpovídaly nejasnosti v pramenech, který že ze strojů to nakonec skončil v muzeu)…

## Specifikace (F9C-2)

### Technické údaje
- Osádka: 1
- Rozpětí: 7,75 m
- Délka: 6,27 m
- Výška: 3,34 m
- Nosná plocha: 16,1 m²
- Zátěž křídel: 78 kg/m²
- Hmotnost prázdného stroje: 961 kg
- Vzletová hmotnost: 1 262 kg
- Maximální vzletová hmotnost: ???

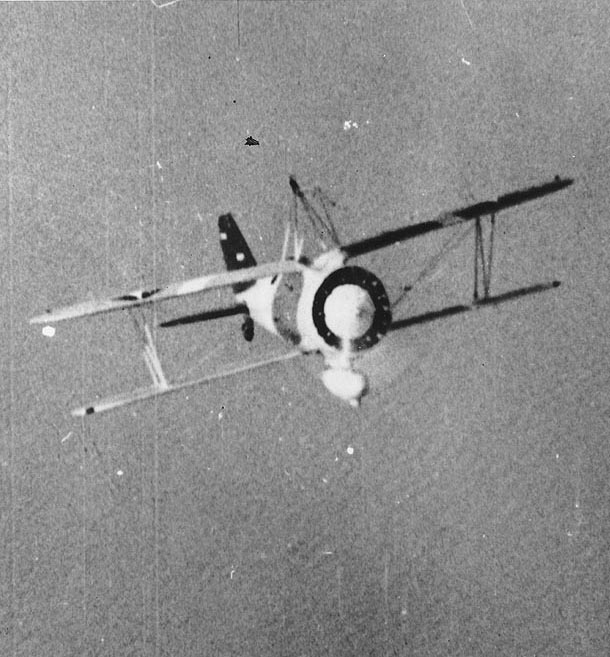
Sparrowhawk s demontovaným podvozkem a přídavnou nádrží pod trupem

- Pohonná jednotka: 1× hvězdicový motor Wright R-975-22, 310 kW
- Výkon/Hmotnost: 0,24 kW/kg

### Výkony
- Maximální rychlost: 283 km/h
- Dostup: 5 853 m
- Stoupavost: 8,6 m/s
- Dolet: 475 km

### Výzbroj
- 2 × 7,62mm (0,30″) kulomety Browning nad motorem střílející okruhem vrtule